# それでも花は咲いていく
『それでも花は咲いていく』（それでもはなはさいていく）は、前田健による日本の小説。

## 概要
お笑い芸人、俳優、振付師として活動している前田健の書き下ろし処女小説。セクシャル・マイノリティをテーマに描いた9篇の短編小説集。前田自身もゲイであり、執筆に至った理由として「ゲイとして生きているこの世の中での違和感をストレートの人たちに疑似体験してもらいたかった」、「自分用には作られていない世の中で、一度、負の部分にぶつかって、それでも前向きに生きている姿、不器用でも生きているということを物語に置き換えて描きたい」と語っている。各篇のタイトルには花の名前がつけられている。

## 書誌情報
- 単行本（幻冬舎）：2009年3月17日発売、ISBN 9784344016477
- 文庫本（幻冬舎文庫）：2011年4月20日発売、ISBN 9784344416673

## 映画
2011年5月7日、全国順次公開。所属事務所社長の薦めで原作者である前田自らが監督と脚本を手掛けた。原作全9篇のうち、男性を主人公とする3篇「エーデルワイス」「ヒヤシンス」「パンジー」を映画化した。主演は仁科貴（「エーデルワイス」）、滝藤賢一（「ヒヤシンス」）、平山浩行（「パンジー」）。

### ストーリー（映画版）

#### 「エーデルワイス」
安藤家の中学生の長女・紗英の家庭教師をする戸山勝は一家に気に入られ、特に小学生の次女・奈美から慕われていた。一人暮らしに寂しさを感じる戸山にとって家庭教師の仕事の合間にする、屈託のない笑顔の奈美との会話が何よりの楽しみ。ある日戸山は、夢の中で奈美と夫婦となって自宅で楽しく食事をするが、突然現れた人たちに「このロリコン！」と批難されてハッと目を覚ます。
夏休みを迎えると紗英は数日間塾の夏期講習に通うことになり、戸山は安藤夫妻に誘われて奈美の水泳競技会や遊園地に出かけるが彼女にドキドキ。9月になり受験が近づき戸山は今まで以上に紗英の指導に身が入るが、夫妻も長女のことばかり気にするようになる。ある日戸山が安藤家から外に出た所、母親に叱られた奈美が出てきて彼にすがりついて「家出したい」と泣き出してしまい…。

#### 「ヒヤシンス」
自分の容姿に強いコンプレックスを持つその男は東京で暮らしながら、何年も前から女性宅を狙って不法侵入をしていた。男は、人がいない時に女性の部屋に入っては持ち物や家具などから住人がどんな女性かを想像することを楽しんでいた。ある日慣れた手つきで若い女性の部屋に侵入した男は、部屋から感じられる安心感を気に入りその後も訪れるようになる。
別の日再びその女性の部屋に侵入した男が何気なく女性のノートパソコンを開くと、「見知らぬ人へ」と自分宛のメッセージを見つける。そこには「部屋の侵入に気づいたけど実害がないから警察には届けない。一人暮らしで寂しいので良かったら仲良くして下さい。メグミ」と綴られていた。部屋の主の意外なメッセージに驚く男だったが、その日を境にメグミのパソコンを通じて交換日記のようなやり取りが始まる。

#### 「パンジー」
青年・藤吉幸二は最愛の母・貴美子を亡くし葬儀を終えて父と共に帰宅するが、マザコンの彼の心はぽっかりと穴が空いたよう。食欲が湧かない幸二だったが生前貴美子が漬けていた梅干しを思い出すと、台所の壺に残る数粒の内の1つを口にして少しだけ元気が出る。幸二は貴美子の存在をもう少し感じていたいと家族のアルバムから母の写真を2枚だけ抜き取り、母の掛毛布で寝るようになる。
その後幸二は毎日梅干しをご飯と共に一粒ずつ食べては、これまでの人生での母とのやり取りを思い返す日々を送る。貴美子に支えられてばかりで親孝行できていなかったことに気づいた幸二は、母が幸せだったかどうかを心の中で問いかける。敷毛布から貴美子の匂いが消えかけ梅干しも最後の一つとなった頃、父から「貴美子が密かに綴っていた日記が見つかった」と知らされる。

### キャスト

#### 「エーデルワイス」
- 戸山勝（まさる）：仁科貴
関西のとある街で暮らしながら家庭教師をしているが、アルバイトなので実家の母親から心配されている。以前東京に住んでいた時に有名進学塾の講師をしており、中学受験をする小学生を対象に勉強を教えていた。表向き安藤父には“Webデザインの仕事と掛け持ち”を装っている。気は弱いが人当たりがよく優しい性格。
- 安藤奈美：大出菜々子
お転婆な性格でスポーツが好きでスイミングスクールで水泳を習っている。戸山のことを“とやまっち”と呼び慕っている。戸山からは内心「まるで天使みたい」と評されている。秋頃から両親にかまってもらいたくてわがままを言い始める。
- 安藤紗英：藤本七海
高校受験を控える中学3年生。両親から将来医者になることを期待されている。英語が好きだが数学が苦手。その後奈美と両親の関係がギクシャクしだしたのを自身に原因があると思い、家族に気兼ねするようになる。
- 安藤・父：冨家規政
医者。陽気な性格で家族を大事にしているが、戸山には少々強引な態度を取ることがある。数年前までは趣味で登山をしていたが、最近は年齢もあり山に登れていない。過去に戸山の兄と一緒に働いていたことがある。
- 安藤加奈子：南野陽子
専業主婦。朗らかな性格で家族想い。夫に「紗英の勉強には塾より家庭教師が合っている」と言ったことで、戸山が長女の勉強を見るきっかけとなった。夫婦揃って高所恐怖症。
- 久美：吉岡茉祐
3年半前に東京にいた頃の戸山の授業を受けていた生徒。戸山から密かに好意を持たれていた。その後学校の修学旅行で戸山が暮らす街に訪れる。
- 鰻屋の女：峯村リエ
独身なのか不明だが、ある時客として訪れた戸山が独身と知って興味を持つ。

#### 「ヒヤシンス」
- 男：滝藤賢一（少年期：鈴木涼也）
一人暮らしをする若そうな女性の部屋に侵入しては、部屋の中を観察して住人がどんな人物かを想像するのが趣味。普段は何かの事務所でパソコンを使った仕事をしている。女性宅に侵入する時は、住人の物を盗んだり壊したりなどの行為は一切しない。顔に強いコンプレックスを持ち内気な性格で口下手なことも相まって人と接することが大の苦手。これまで日常生活で出会った女性たちから顔を見られた途端気味悪がられることが多いため、交際経験はない。
- 男の妄想の中のメグミ：(演：池永亜美)／現実のメグミ：(演：宇野なおみ)
アパートで一人暮らしする聴覚障害者。絵本作家になるために上京してきた。本人によると人より匂いに敏感。田舎育ち。ちょっと変わった考え方の持ち主で、男の侵入を匂いで気づきながらも帰ってきた時に無人の空気感より人のぬくもりがあることを嬉しく感じる。3人きょうだいの末っ子なこともあり甘えん坊な性格。
- メグミの父：森喜行
メグミを驚かせようとアポ無しで娘の自宅アパートに訪れる。
- 大家：松室信一
メグミの父から娘の部屋の鍵を開けるよう頼まれる。
- ラーメン屋・店主：ダンカン
ある日入口から見える席でラーメンを食べる男に向かって「そんな暗い顔で食われたら通行人からうちのラーメンが不味そうに思われる」と注意する。
- オッキー：カンニング竹山
男の職場の先輩社員らしき人。小さな事務所でウェブデザイナーか何かの仕事をしている。作中で男が気兼ねなく話せる数少ない人物で親しくしている。最近は1人のキャバクラ嬢とメールのやりとりを楽しんでいる。見た目に似合わずロマンチスト。
- 刑事：佐藤二朗
取り調べ室で不法侵入疑惑の男から話を聞く。

#### 「パンジー」
- 藤吉幸二：平山浩行（10歳時：佐藤涼平、15歳時：冨田佳輔）
藤吉家の長男。30歳ぐらいの青年。細々とピアノ講師をしながら作曲家になることを夢見ているが、親戚から無職のように思われている。マザコン気味で貴美子を慕っている。中学生の頃に母親のことで父と衝突したことがあり、現在も少なからずしこりが残っている。
- 藤吉進：小木茂光
幸二の父。貴美子の夫。仕事人間でこれまで家事を貴美子に任せっきりできたため、簡単なスイッチ操作でできる自宅の風呂のお湯の張り方も知らない。血の繋がりのある親子は関係が濃いと思う反面、「夫婦は所詮他人」との考えを持つ。
- 藤吉貴美子：麻生祐未
幸二の母。専業主婦。亡くなったばかりで冒頭で自身の葬儀が行われる。家族の中で作曲家を目指す幸二を応援してきた。幸二が子供の頃に、やりたいことよりやるべきことを先にやることの大切さを教えた。パンジーが咲いている家に済むことが昔からの夢。
- 藤吉純子：福田安代（13歳時：千島かれん）
藤吉家の長女。幸二の姉。実家から離れて暮らしており、貴美子の葬儀のため一時帰宅する。葬儀の参列者を見送る最中に倒れた幸二を、進と2人で介抱する。
- 孝之：(演：松本光希)、わたる：(演：阿久津愼太郎)
幸二の中学3年生の頃の親友。ある日幸二と3人での帰宅中に、中3で自分の服を母親に買ってもらっている幸二に驚き、「マザコン入ってる」とからかう。
- 愛子（幸二の彼女）：池澤あやか
幸二が20代の頃に交際していた恋人。幸二とはピアノという共通点がある。幸二との会話の中で、「女性はこういうもの」という理想像にはめ込もうとする所に不満を持っている。
- 渡辺（ピアノの生徒）：酒井敏也
幸二にピアノを習っているおじさん。休日などを利用して比較的易しい曲を練習し、最終的には「エリーゼのために」を弾けるようになりたいと思っている。5年前に母を亡くしており、幸二に自身の母への想いを話して助言する。

### スタッフ
- 原作・脚本・監督：前田健
- 製作：松田英夫、太代眞裕、山田浩貴
- プロデューサー：木下陽介
- 撮影：西垣文順
- 照明：黒沢フィルムスタジオ
- 録音：江坂強志
- 編集：米田博之
- 音楽：小林俊太郎
- 配給：ケイダッシュステージ、リンクライツ

### 主題歌
- 一青窈「うんと幸せ」